# Gran Premio motociclistico di Svezia 1958
Il Gran Premio motociclistico di Svezia fu il quinto appuntamento del motomondiale 1958.
Primo GP di Svezia valido per il Mondiale, si svolse il 26 e 27 luglio 1958 a Hedemora. Erano in programma tutte le classi tranne i sidecar (125 e 350 corsero sabato 26, le restanti classi domenica 27).
Doppietta per Geoff Duke in 350 e 500, assenti le MV Agusta di John Surtees e John Hartle: il britannico, lasciata la BMW (seconda in 500 con Dickie Dale), passò in sella a delle Norton preparate direttamente dalla Casa.
In 250 Tarquinio Provini, in testa sino a due giri dal traguardo, si dovette fermare ai box per la rottura del cambio: il piacentino riuscì a ripartire per terminare nono. La vittoria andò a Horst Fügner su MZ (prima vittoria per la Casa tedesco-orientale e seconda per una moto a due tempi nella classe).
Seconda vittoria stagionale per Alberto Gandossi e la Ducati in 125.

## Classe 500

### Arrivati al traguardo
| Pos. | Pilota           | Moto      | Tempo        | Punti |
| ---- | ---------------- | --------- | ------------ | ----- |
| 1    | Geoff Duke       | Norton    | 1h 19' 04" 3 | 8     |
| 2    | Dickie Dale      | BMW       | +0" 4        | 6     |
| 3    | Terry Shepherd   | Norton    | +1' 03" 7    | 4     |
| 4    | Gary Hocking     | Norton    | +1' 06" 6    | 3     |
| 5    | Ernst Hiller     | BMW       | +1' 28" 7    | 2     |
| 6    | Bob Brown        | Norton    | +2' 30" 3    | 1     |
| 7    | Paddy Driver     | Norton    | +2' 34" 1    |       |
| 8    | Tom Phillis      | Norton    | +2' 34" 3    |       |
| 9    | Jim Redman       | Norton    |              |       |
| 10   | Michael O'Rourke | Norton    |              |       |
| 11   | Kuno Johansson   | Norton    |              |       |
| 12   | Sven Andersson   | Norton    |              |       |
| 13   | Jack Ahearn      | Matchless |              |       |
| 14   | Evert Carlsson   | BMW       |              |       |

### Ritirati
| Pilota         | Moto      | Motivo ritiro |
| -------------- | --------- | ------------- |
| John Hempleman | Norton    |               |
| Alan Trow      | Norton    |               |
| Bob Anderson   | Norton    |               |
| Gerardo Düring | Matchless |               |

## Classe 350

### Arrivati al traguardo
| Pos. | Pilota           | Moto   | Tempo        | Punti |
| ---- | ---------------- | ------ | ------------ | ----- |
| 1    | Geoff Duke       | Norton | 1h 09' 49" 1 | 8     |
| 2    | Bob Anderson     | Norton |              | 6     |
| 3    | Mike Hailwood    | Norton |              | 4     |
| 4    | Alan Trow        | Norton |              | 3     |
| 5    | Geoff Monty      | Norton |              | 2     |
| 6    | Michael O'Rourke | Norton |              | 1     |

## Classe 250

### Arrivati al traguardo
| Pos. | Pilota            | Moto  | Tempo     | Punti |
| ---- | ----------------- | ----- | --------- | ----- |
| 1    | Horst Fügner      | MZ    | 51' 45" 5 | 8     |
| 2    | Mike Hailwood     | NSU   | +1' 31" 3 | 6     |
| 3    | Geoff Monty       | GMS   | +2' 31" 8 | 4     |
| 4    | Günter Beer       | Adler | +1 giro   | 3     |
| 5    | Josef Autengruber | NSU   |           | 2     |
| 6    | Wilhelm Lecke     | DKW   |           | 1     |

## Classe 125

### Arrivati al traguardo
| Pos. | Pilota            | Moto      | Tempo     | Punti |
| ---- | ----------------- | --------- | --------- | ----- |
| 1    | Alberto Gandossi  | Ducati    | 44' 30" 7 | 8     |
| 2    | Luigi Taveri      | Ducati    | +0" 2     | 6     |
| 3    | Carlo Ubbiali     | MV Agusta | +13" 2    | 4     |
| 4    | Tarquinio Provini | MV Agusta | +1' 13" 9 | 3     |
| 5    | Ernst Degner      | MZ        |           | 2     |
| 6    | Horst Fügner      | MZ        |           | 1     |

## Fonti e bibliografia
- Corriere dello Sport, 28 luglio 1958, pag. 3.
- La Stampa, 27 luglio 1958, pag. 8 e 28 luglio 1958, pag. 4
- Risultati della 500 su autosport.com, su autosport.com.